# Ugarci (Pozsega)
Ugarci falu Horvátországban, Pozsega-Szlavónia megyében. Közigazgatásilag Pozsegához tartozik.

## Fekvése
Pozsegától 8 km-re északnyugatra, a Pozsegai-medencében, Milanovac és Nova Lipa között fekszik.

## Története
A települést a török uralom idejében horvát katolikusok és muzulmánok lakták. A felszabadító harcok elől a muzulmán lakosság Boszniába távozott. A népi hagyomány új tartja, hogy az itteniek a hamvadó parázsból kiszedett tüzes üszökkel (horvátul „ugarak”) kergették el a törököt. 1698-ban „Vgarczi” néven 4 portával szerepel a török uralom alól felszabadított szlavóniai települések összeírásában. 1702-ben 7, 1730-ban 18, 1746-ban 14 ház állt a településen.
Az első katonai felmérés térképén „Dorf Ugarczi” néven látható. Lipszky János 1808-ban Budán kiadott repertóriumában „Ugarczi” néven szerepel. Nagy Lajos 1829-ben kiadott művében „Ugarczi” néven 20 házzal, 164 katolikus vallású lakossal találjuk. 1857-ben 70, 1910-ben 158 lakosa volt. 1910-ben a népszámlálás adatai szerint teljes lakossága horvát anyanyelvű volt. Pozsega vármegye Pozsegai járásának része volt. Az első világháború után 1918-ban az új szerb-horvát-szlovén állam, majd később (1929-ben) Jugoszlávia része lett. 1991-ben lakosságának 96%-a horvát nemzetiségű volt. 2001-ben 57 lakosa volt.

## Lakossága
| Lakosság változása | Lakosság változása | Lakosság változása | Lakosság változása | Lakosság változása | Lakosság változása | Lakosság változása | Lakosság változása | Lakosság változása | Lakosság változása | Lakosság változása | Lakosság változása | Lakosság változása | Lakosság változása | Lakosság változása | Lakosság változása |
| ------------------ | ------------------ | ------------------ | ------------------ | ------------------ | ------------------ | ------------------ | ------------------ | ------------------ | ------------------ | ------------------ | ------------------ | ------------------ | ------------------ | ------------------ | ------------------ |
| 1857               | 1869               | 1880               | 1890               | 1900               | 1910               | 1921               | 1931               | 1948               | 1953               | 1961               | 1971               | 1981               | 1991               | 2001               | 2011               |
| 70                 | 88                 | 71                 | 111                | 128                | 158                | 154                | 142                | 149                | 143                | 125                | 92                 | 77                 | 74                 | 63                 | 57                 |